# 尼古拉斯·里德利
尼古拉斯·里德利（Nicholas Ridley； 约1500– 1555年10月16日）是一位英格兰伦敦主教，玛丽一世统治期间因不改信天主教被处以火刑。10月16日是他在英格兰教会的圣人历纪念日（同休·拉蒂默）。

## 早年
里德利出身于諾森伯蘭郡泰恩河谷的显赫世家，是家中二子。他曾就读于纽卡斯尔皇家文法学校和剑桥大学彭布罗克学院，1525年获得文学硕士学位，不久之后成为牧师，前往索邦學院深造。1529年左右，他返回英格兰，1534年成为剑桥大学学监（proctor），支持宗教改革。1537年，他获得神学学士学位，随后到坎特伯雷大主教托馬斯·克蘭麥手下工作。1538年4月，克兰麦任命他为肯特郡赫恩的教区牧师。
1540至1541年，他成为国王专职牧师（Honorary Chaplain to the King）和坎特伯雷座堂受俸牧师。1540年，他获得剑桥大学彭布罗克学院硕士学位，1541年获神学博士学位。
1547年，里德利成为罗切斯特主教，开始参与克兰麦的宗教改革。1548年帮助克兰麦编纂了公禱書。
1550年4月1日，他成为“伦敦和威斯敏斯特主教”（Bishop of London and Westminster），此时伦敦教区刚重新吸收了威斯敏斯特教区。

## 祭衣之爭
里德利是祭衣之爭的关键角色。反对克兰麦的约翰·胡珀在1550年2月给国王布道，克兰麦要求新当选的主教和参加祝圣仪式的人穿着法衣，但胡珀认为这是犹太教和天主教遗毒，没有圣经可依。
胡珀本应上任格洛斯特主教，但由于仪式上必须穿法衣而拒绝，1550年7月20日枢密院和国王都表示同意他不穿法衣，克兰麦也得到指示不要为难胡珀。
克兰麦指派里德利主持祝圣仪式，但里德利非常反对胡珀的做法，两人进行了激烈的辩论，最终里德利胜出。在遭到羁押后，1551年3月8日胡珀妥协，身着法衣成为格洛斯特主教。

## 垮台
爱德华六世病重后，1553年6月17日立下遗嘱让簡·格雷继承王位。
里德利是支持者，还在传位书上署名。1553年7月9日，他在布道时称玛丽公主和伊丽莎白公主是私生女。简没当几天女王就被玛丽一世取代，里德利也被囚禁到伦敦塔。
1554年3月8日，枢密院下令将克兰麦、里德利和休·拉蒂默转移到牛津的博卡多监狱，等待审判。克兰麦受审后不久另外两人的审判结果也下达，他们都将被处以火刑。

## 死亡与身后

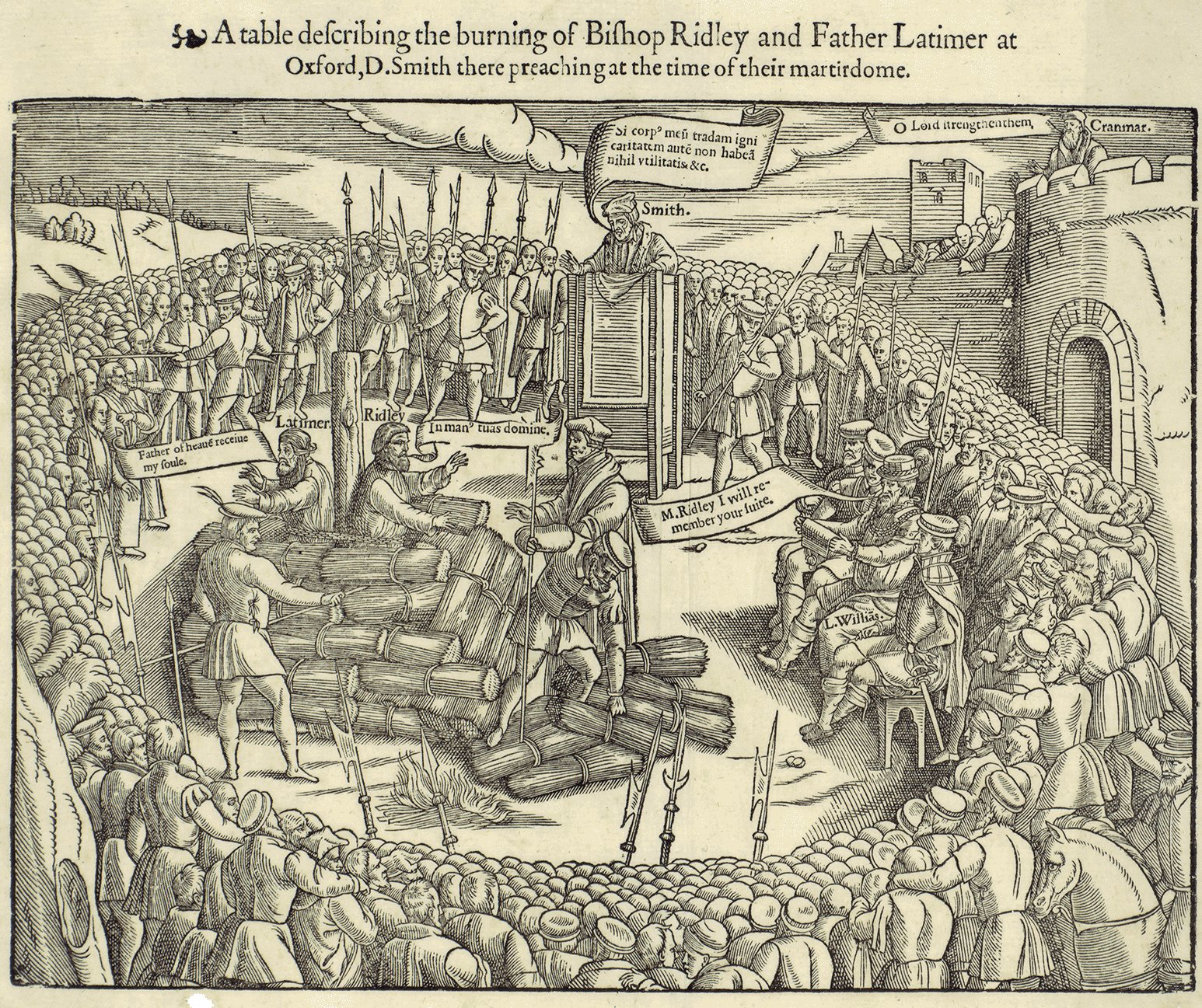
雷德利和休·拉蒂默一起被烧死在火刑柱上，福克斯殉道者名录

1555年10月16日，火刑在牛津执行。雷德利在缓慢的燃烧中承受了巨大的痛苦。据《福克斯殉道者名录》，拉蒂默曾对雷德利说：“蒙上帝恩典，今日我们将在英格兰点燃这样一支蜡烛，我相信它永远不会被扑灭。”
后世，牛津宽街上树立了纪念十字架，他和拉蒂默也被英格兰教会封为殉道者。殉道纪念塔现在还矗立在牛津。
1881年，剑桥建立了里德利学堂，用于培训英国圣公会牧师。加拿大、澳大利亚也有以他的名字命名的里德利学院。10月16日为他和拉蒂默的圣人历纪念日。

## 脚注
1. ↑  . The Church of England.   [2021-04-09]. （原始内容存档于2021-03-09） （英语）.
2. ↑  . Newcastle Gazette. GENUKI Charitable trust. 1868  [2007-04-29]. （原始内容存档于27 September 2007）.
3. ↑  .   [2023-09-13]. （原始内容存档于2007-09-30）.
4. ↑  Testamenta Vetusta, by Nicholas Harris Nicolas, esq, page 686; the will of Elizabeth Lady Fineux, of Herne, Kent; written 1539;"to Master Nicholas Rydley, vicar of Herne, ...."
5. ↑  Alumni Cantabrigienses: A Biographical List of all Known Students . . Vol 1. Cambridge: University Press
6. 1 2 3 4  MacCulloch 1996
7. 1 2 3 4  Ridley 1962; MacCulloch 1996
8. ↑  Primus 1960
9. ↑  Heinze 1993; MacCulloch 1996
10. ↑  . The Journal of Ecclesiastical History.   [2008-08-21].
11. ↑  . Common Worship. Church House Publishing. June 2000  [10 March 2009]. （原始内容存档于2010-04-09）.